# Euchromia lurlina
Euchromia lurlina là một loài bướm đêm thuộc phân họ Arctiinae, họ Erebidae.